# Sidney Gilchrist Thomas
Sidney Gilchrist Thomas (16. dubna 1850 Canonbury, Londýn – 1. února 1885 Paříž) byl anglický chemik, metalurg a vynálezce. Spolu se svým synovcem Percym Gilchristem vynalezli a roku 1877 si nechali patentovat technologii, která umožnila vyrábět ocel ze surového železa pocházejícího z rud obsahujících fosfor; příslušné zařízení je po něm pojmenováno Thomasův konvertor. Vedlejším produktem této technologie je hnojivo zvané Thomasova moučka.